# Golden Valley, Minnesota
Golden Valley är en stad i Hennepin County i Minnesota och en av de västra förorterna till Minneapolis. General Mills huvudkontor ligger i Golden Valley. Vid 2010 års folkräkning hade staden 20 371 invånare.